# Pike Creek Valley, Delaware
Pike Creek Valley är en ort (CDP) i New Castle County, i delstaten Delaware, USA. Enligt United States Census Bureau har orten en folkmängd på 11 217 invånare (2010) och en landarea på 6,7 km².